# Юстян, Казимеж
Казимеж Юстян (пол. Kazimierz Justian; 19 сентября 1888, Лемберг, Австро-Венгрия – 24 февраля 1936, Варшава) – польский актёр театра и кино. Звезда немого кино Польши.

## Биография

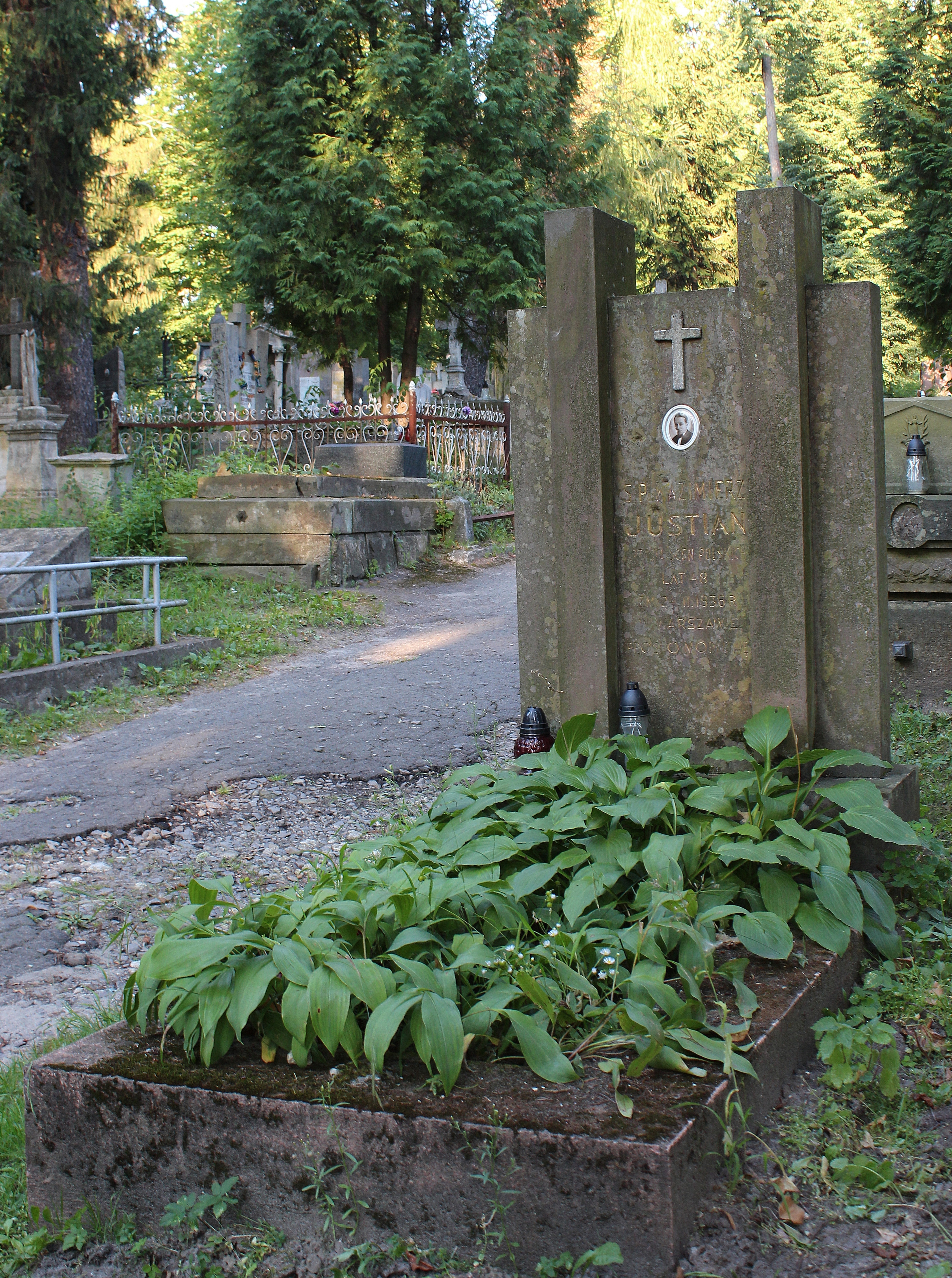
Могила К. Юстяна на Лычаковском кладбище

Окончил реальное училище в родном городе. Дебютировал на театральной сцене в 1904 году. 
Выступал на сценах провинциальных театров, позже Львова и Познани. С 1922 года — актёр Польского театра в Варшаве.
Снимался в довоенном польском кино, в том числе немом. Амплуа – злодей, герой-любовник.
Умер 24 февраля 1936 года в Варшаве от сердечного приступа. Похоронен во Львове на Лычаковском кладбище.

## Избранная фильмография
- 1924 – О чём не говорят – Краевский, банковский служащий
- 1927 – Могила неизвестного солдата – комиссар Симонов
- 1927 – Земля обетованная – Кесслер, директор
- 1928 – Тайна древнего рода – Василь, батрак
- 1930 – В Сибирь – шпик
- 1931 – Десять из Павиака – Шимон, агитатор
- 1932 – Белый яд – торговец кокаином
- 1933 – История греха – актёр